# Окичоби (окръг, Флорида)
Окръг Окичоби (на английски: Okeechobee County) е окръг в щата Флорида, Съединени американски щати. Площта му е 2310 km², а населението - 40 334 души. Административен център е град Окичоби.